# Eerste klasse 2008-09 (basketbal België)
Seizoen 2008-2009 van de Ethias League, was de 62e editie van de hoogte basketbalklasse in België, telde negen clubs en eindigt met play-offs in mei. De Ethias League 2008-09 startte in het weekend van 4 oktober.
De reeks bestond normaalgezien uit tien teams, maar Basket Bree BBC kreeg geen licentie en speelt een sabatjaar in tweede klasse. Hierdoor kan voor het tweede jaar op een rij geen enkel team degraderen naar de tweede klasse. Wel kan een team uit de tweede divisie naar de Ethias League promoveren. Alle ploegen spelen vier keer tegen elkaar, 2 keer thuis, 2 keer op verplaatsing.
Na een lange en zenuwslopende competitie werd op 6 juni het verdict geslagen: Spirou Charleroi is voor de achtste keer kampioen van België na een 66-57 zege tegen Union Mons-Hainaut.

## Teams
De negen teams voor het seizoen 2008-09 waren:
1. Optima Gent
2. Telindus Oostende
3. Stella Artois Leuven Bears
4. Spirou Charleroi
5. Antwerp Giants
6. Union Mons-Hainaut
7. Belgacom Liège Basket
8. Okapi Aalstar
9. Royal BC Verviers-Pepinster

## Eindklassement
Het klassement toont het aantal gewonnen en verloren matchen, en vervolgens het aantal punten dat de ploeg verzameld heeft. Indien een ploeg een match minder heeft gespeeld wordt dit aangeduid door een -1 (1 -1 = 1 match minder). Een match meer gespeeld wordt aangeduid met een +1 (1 +1 = 1 match meer). Per gewonnen match verdient een ploeg drie punten, per verloren krijgt ze een punt.
VET= plaatsten zich voor play-offs
| 1. Spirou Basket Charleroi | 26-6  | 84 ptn |
| 2. Union Mons-Hainaut      | 24-8  | 80 ptn |
| 3. Generali Okapi Aalstar  | 19-13 | 70 ptn |
| 4. Antwerp Diamond Giants  | 17-15 | 66 ptn |
| 5. Belgacom Liège Basket   | 15-17 | 62 ptn |
| 6. Spotter Leuven          | 14-18 | 60 ptn |
| 7. Base BC Oostende        | 13-19 | 58 ptn |
| 8. Optima Gent             | 9-23  | 50 ptn |
| 9. VOO Verviers- Pepinster | 7-25  | 46 ptn |

## Play-offs
Na de reguliere competitie, die 36 speeldagen duurde, startten de play-offs, waar de beste 6 teams aan deelnamen. Het is in deze eindronde dat de kampioen bepaald wordt. De eerste en tweede mochten in de eerste ronde rusten, terwijl 3 tegen 6 en 4 tegen 5 speelden. Wie het eerst twee keer won, ing door. De in het klassement hoogst geplaatste ploeg had thuisvoordeel, wat betekende dat die ploeg bij 1-1 thuis mocht spelen. In de tweede ronde speelde de eerste tegen de in het klassement laagst geplaatste ploeg die in de 2de ronde zat. De tweede in het klassement speelde tegen de andere gekwalificeerde. De winnaars speelden tegen elkaar de finale (om het eerst 3 keer winnen) en beslisten dus onderling wie kampioen werd.
VET= plaatsten zich voor de volgende ronde

### Ronde 1
Er werd gespeeld in een Best of 3.
| Ploegen                                          | Uitslagen           | Eindstand |
| ------------------------------------------------ | ------------------- | --------- |
| Generali Okapi Aalstar vs. Spotter Leuven        | 78-63, 50-68, 65-58 | 2-1       |
| Antwerp Diamond Giants vs. Belgacom Liège Basket | 66-69, 67-55, 52-51 | 2-1       |

### Halve finales
Er werd gespeeld in een Best of 3.
| Ploegen                                            | Uitslagen            | Eindstand |
| -------------------------------------------------- | -------------------- | --------- |
| Spirou Basket Charleroi vs. Antwerp Diamond Giants | 71-56, 54-61, 70-56  | 2-1       |
| Union Mons-Hainaut vs. Generali Okapi Aalstar      | 88-53, 63-80, 109-94 | 2-1       |

### Finale
Er werd gespeeld in een Best of 5.
| Ploegen                                        | Uitslagen           | Eindstand |
| ---------------------------------------------- | ------------------- | --------- |
| Spirou Basket Charleroi vs. Union Mons-Hainaut | 76-75, 82-72, 66-57 | 3-0       |

Spirou Charleroi kroonde zich voor de achtste keer tot Belgisch kampioen en dit voor de tweede keer op rij.

## Europees basketbal
De kwalificatiecriteria voor het Europese basketbal waren als volgt:
- De landskampioen zou aantreden in de voorrondes van de EuroLeague.
- De tweede van de competitie mochten naar de Eurocup.
- De derde van de competitie mocht naar EuroChallenge.
- De winnaar van de Beker van België basketbal trad aan in de voorrondes van de Eurochallenge.

Aangezien Charleroi zowel de Beker als het kampioenschap won, ging het Europees ticket van de Bekerwinnaar naar de vierde in de stand.
- Voorrondes Euroliga: Spirou Charleroi
- Eurocup: Union Mons-Hainaut
- Eurochallenge: Generali Okapi Aalstar
- Voorrondes Eurochallenge: Antwerp Diamond Giants / er werd ook nog een wildcard uitgedeeld aan Belgacom Liège Basket